# Reinhold Becker
Reinhold Becker (Adorf/Vogtl (Saxònia), 11 d'agost, 1842 - Dresden (Saxònia), 4 de desembre, 1924), va ser un compositor, violinista i director de cor alemany que va treballar principalment a Dresden.

## Biografia
Becker va néixer com el cinquè de vuit fills a Adorf, Vogtland. Després de la mort prematura del seu pare, el nen de sis anys va anar a viure amb el seu oncle a Dresden i va rebre la seva formació musical, entre altres assignatures, amb Julius Otto. Als nou anys va fer el seu primer concert públic.
El 1860 va conèixer el virtuós del violí Louis Eller a Dresden, a qui va seguir a Pau, França, per tocar en el seu quartet de corda. A causa de la guerra francoprussiana, va tornar a Dresden i va treballar com a compositor i professor de música. El 1884 va esdevenir cap de la "Liedertafel" de Dresden. El famós cor d'homes va ser dirigit per Richard Wagner fins al 1849. El 1898, Becker va ser nomenat professor amb motiu de les celebracions de l'aniversari de Wettin. A la celebració a la "Plaça del Castell" de Dresden, va dirigir la interpretació d'un himne que havia compost per a l'ocasió. Després que Becker quedés cec el 1906, la seva dona Olga, de soltera Haebler, va escriure les seves composicions.
El gran cercle d'amics de Becker incloïa, entre d'altres: Mathilde Wesendonck, que vivia a Dresden a la mateixa època, i Franz Koppel-Ellfeld, el dramaturg del "Dresden Court Theatre" de l'època.
Becker va ser enterrat al bosc d'urnes de Dresden a Tolkewitz.

## Obra
Obres escèniques

- Frauenlob (òpera) en tres actes. Llibret: Franz Koppel-Ellfeld. Estrena el 8 de desembre de 1892* sota la direcció d'Ernst von Schuch a l'Òpera de la Cort de Dresden
- Ratbold (òpera) en un acte Llibret: Felix Dahn. Estrena el 5 de març de 1898 amb Irene von Chavanne i Karl Scheidemantel en els papers principals sota la direcció d'Ernst von Schuch a l'Òpera de la Cort de Dresden

Altres obres

Al voltant de 200 cançons, 60 composicions i arranjaments per a cors masculins, obres per a piano, un poema simfònic i dos concerts per a violí.
La finca de Becker es conserva sota la signatura Mus.7619-... a la Biblioteca Estatal i Universitària de Saxons i inclou 6 autògrafs musicals i 2 còpies. 48 números de catàleg addicionals (280 fullets, volums i càpsules) es consideren pèrdues de guerra.
Les composicions que estaven disponibles impresas gairebé mai es van interpretar públicament després de la mort de Becker.